# Brachygrafia
Brachygrafia (gr. brachýs „krótki”, grapho „pisać”) – jedna z nauk pomocniczych historii, będąca działem paleografii. Zajmuje się badaniem i rozszyfrowywaniem skrótów. Szczególnie istotna dla historyków mediewistów (w średniowiecznej łacinie i grece bardzo często używano skrótów w piśmie). W szerszym znaczeniu brachygrafię można rozumieć jako naukę o skrótach, bądź zdolność do posługiwania się skrótami w piśmie.

## Abrewiatury
Łaciński system skrótów dzieli się na:
- abbreviatio per suspensionem (suspensja) – skracanie przez ucięcie części wyrazu i pozostawieniu tylko początkowej części[1];
- abbreviatio per contractionem (kontrakcja) – skracanie przez ściągnięcie, usunięciu ulega środkowa część wyrazu, pozostaje początek i koniec wyrazu, czasem także jakaś środkowa litera[1];
- abbreviatio per signum abbreviationis – zastępowanie sylab specjalnymi znakami[1].

Starożytność posługiwała się przede wszystkim suspensją, kontrakcja występuje rzadko, przy skrótach prawniczych (notae iuris). Natomiast w średniowieczu najpopularniejszą metodą skracania była kontrakcja.
Najważniejszym dziełem w zakresie skrótów używanych w pismach łacińskich jest Adriano Cappellego Dizionario di abbreviature latini ed italiani, wydany w Mediolanie w 1912.

### Niektóre sygle w łacinie
- A. – Anno (roku)
- A.C. – Anno Currente (w roku bieżącym)
- A.Ch.N. – Ante Christum Natum (przed narodzinami Chrystusa)
- A.D. – Anno Domini (roku pańskiego)
- A.M. – Ante Meridiem (przed południem)
- A.M.D.G. – Ad Maiorem Dei Gloriam (ku większej chwale Bożej)
- A.U.C. – Ab Urbe Condita (od założenia Miasta - czyli Rzymu)
- B. – Beatus (Błogosławiony)
- B.V.M. – Beata Virgo Maria (Błogosławiona Dziewica Maria)
- CA – Circa (około)
- CAP. – Caput (rozdział)
- COS. – Consule (za konsulatu ...)
- COSS. – Consulibus (za konsulatu konsulów ...)
- C.T. – Cum Tempore (z dopuszczalnym czasem spóźnienia się)
- CV – Curriculum Vitae (życiorys)
- D. – Denarius (denar)
- DEL. – Deletum (zniszczone, zepsute)
- DEL. – Delineavit (narysował)
- D.O.M. – Deo Optimo Maximo (Bogu największemu i najwyższemu)
- DR Med. – Doctor Medicinae (doktor medycyny)
- DR Phil. – Doctor Philosophiae (doktor filozofii)
- D.V. – Deo Volente (z wolą boską)
- E.G. – Exempli Gratia (na przykład)
- EP. – Episcopus (biskup)
- E.S.P. – Et Sic Porro (i tak dalej)
- ETC. – Et Cetera (i tak dalej)
- ET SEQ. – Et Sequentes (i następni)
- EXC. – Excussit (wygrawerował, odlał)
- F. – Fecit (wykonał)
- F. – Femininum (rodzaj żeński)
- F. – Fiat (niech się stanie)
- HIST. – Historicus (historyk, historyczny)
- H.S.T. – Hic Sepultus Est (został tu pochowany)
- H.T. – Hoc Tempore (w tym czasie)
- IB. – IBID. - Ibidem (tamże)
- ID. – Idem (ten sam)
- I.A.:Inter alia (między innymi)
- I.E. – Id Est (to jest)
- IHS – (skrót pochodzenia łacińskiego) Iesus Hominis Salvator (Jezus Zbawiciel Człowieka), wprowadzony przez Świętego Bernardyna ze Sieny
- I.N.C. – In Nomine Christi (w imię Chrystusa)
- I.N.D. – In Nomine Dei (w imię Boga)
- I.N.R.I. – Iesus Nazarenus Rex Iudaeorum (Jezus Nazareński, król żydowski)
- INV. – Invenit (wynalazł, wykrył)
- I.O.M. – Iovi Optimo Maximo (Jowiszowi najlepszemu, największemu)
- I.Q. – Idem Quod (to samo, co)
- IT. – Item (także)
- I.U.D. – Iuris Utriusque Doctor (doktor obojga praw, tj. cywilnego i kanonicznego)
- L. – Liber (księga)
- L. – Libra (funt)
- LAC. – Lacuna (luka, brak)
- L.B.S. – Lectori Benevolo Salutem (pozdrowienia dla życzliwego czytelnika)
- L.C. – Liber Citatus (księga cytowana)
- L.C. – Loco Citato (w miejscu cytowanym)
- LIM. – Limes (granica)
- L.L.D. – Legum Doctor (doktor praw)
- L.L.M. – Legum Magister (magister praw)
- LOQ. – Loquitur (mówi)
- L.S. – Lectori Salutem (pozdrowienia dla czytelnika)
- M. – Mense (w miesiącu...)
- M.A. – Magister Artium (stopień akademicki)
- MARG. – Margo (margines)
- M.D. – Medicinae Doctor (doktor medycyny)
- M.D.S. – Misce, Da Signa (zmieszaj, podaj oznaczenie)
- MEM. – Memento (pamiętaj)
- MM – Manu (ręcznie)
- MPP – M.Pr. - Manu Propria (własną ręką)
- N.B. – Nota Bene! (zwróć uwagę)
- NE. CON. – Nemine Contradicente (wobec braku sprzeciwu)
- NEM. DIS. – Nemine Dissentiente (wobec braku sprzeciwu)
- N.L – Non Liquet (nie jest jasne)
- N.N. – Nomen Nescio (niewiadomego imienia)
- N.N. – Non Notus (nieznany)
- O.A.M.D.G. – Omnia Ad Maiorem Dei Gloriam (wszystko dla większej chwały Bożej)
- OB. – Obiit (zmarł)
- OB.S.P. – Obiit sine Prole (zmarł bezpotomnie)
- OFF. – Offusum (niejasne, rozlane)
- OM. – Omittit (pomija)
- OP. CIT. – Opere Citato (w dziele cytowanym)
- O.S.C. – Opus Super Cetera (dzieło ponad inne)
- P.A. – Per Annum (rocznie)
- PINX. – Pinxit (namalował)
- P.M. – Pontifex Maximus (najwyższy kapłan)
- P.M. – Post Meridiem (po południu)
- P.M. – Post Mortem (po śmierci)
- P.M. – Pro Memoria (dla pamięci)
- PR.A. – Pro Anno (rocznie)
- PRAEF. – Praefatio (przedmowa)
- PROX. – Proximo (najbliżej)
- P.S. – Post Scriptum (dopisek)
- PXT. – Pinxit (namalował)
- Q.B.F.F.F.S.P.R. – Quod Bonum, Felix, Faustum, Fortunatumque Sit Populo Romano (Oby to było dla szczęścia, dobra i pomyślności narodu rzymskiego)
- Q.E.D. – Quod Erat Demonstrandum (co było do udowodnienia)
- Q.L. – Quantum libet (do woli)
- Q.P. – Quantum Placet (ile się podoba)
- Q.S. – Quantum Satis (ile trzeba)
- Q.S. – Quantum Sufficit (ile wystarczy)
- Q.V. – Quantum Vis (ile chcesz)
- Ras. – Rasura (wyskrobanie, wygładzenie)
- R.(ET.I.) – Rex et Imperator (król i władca)
- R.I.P. – Requiescat In Pace (niech odpoczywa w pokoju)
- S. – Saeculum (wiek)
- S. – Sanctus (święty)
- S.A. – Sine Anno (bez oznaczenia roku)
- S.C. – Senatus Consultum (postanowienie senatu)
- SC., SCULP. – Sculpsit (rzeźbił, rytował)
- S.D. – Salutem Dicit (pozdrawia)
- S.E.E.O. – Salvo Errore Et Omissione (z możliwością błędu i przeoczenia)
- S.O. – Sine Obligo (bez zobowiązań)
- S.P.D. – Salutem Plurimam Dicit (wielce pozdrawia)
- S.P.Q.R. – Senatus Populusque Romanus (Senat i Lud Rzymski)
- SQ. – Sequens (następny)
- SQQ. – Sequentes (następni)
- S.T. – Sine Tempore (ściśle punktualnie)
- S.T.P. – Sanctae Theologiae Professor (profesor świętej teologii)
- S.V. – Sub Voce (pod nazwą)
- SUP. – Supra (wyżej)
- U.I – Ut Infra (jak niżej)
- U.S. – Ut Supra (jak wyżej)
- V. – Versus (wiersz)
- V. – Versus (naprzeciw)
- V. – Vide (zobacz)
- V.S. – Veteris Stili (według starego stylu)
- V.S.Pl. – Verte Si Placet (odwróć proszę)